# Csehimindszent
Csehimindszent est un village de Hongrie, situé dans le département de Vas. Lors du recensement de 2004, il y avait 421 habitants.
József Mindszenty y est né en 1892.